# Albertshausen (Reichenberg)

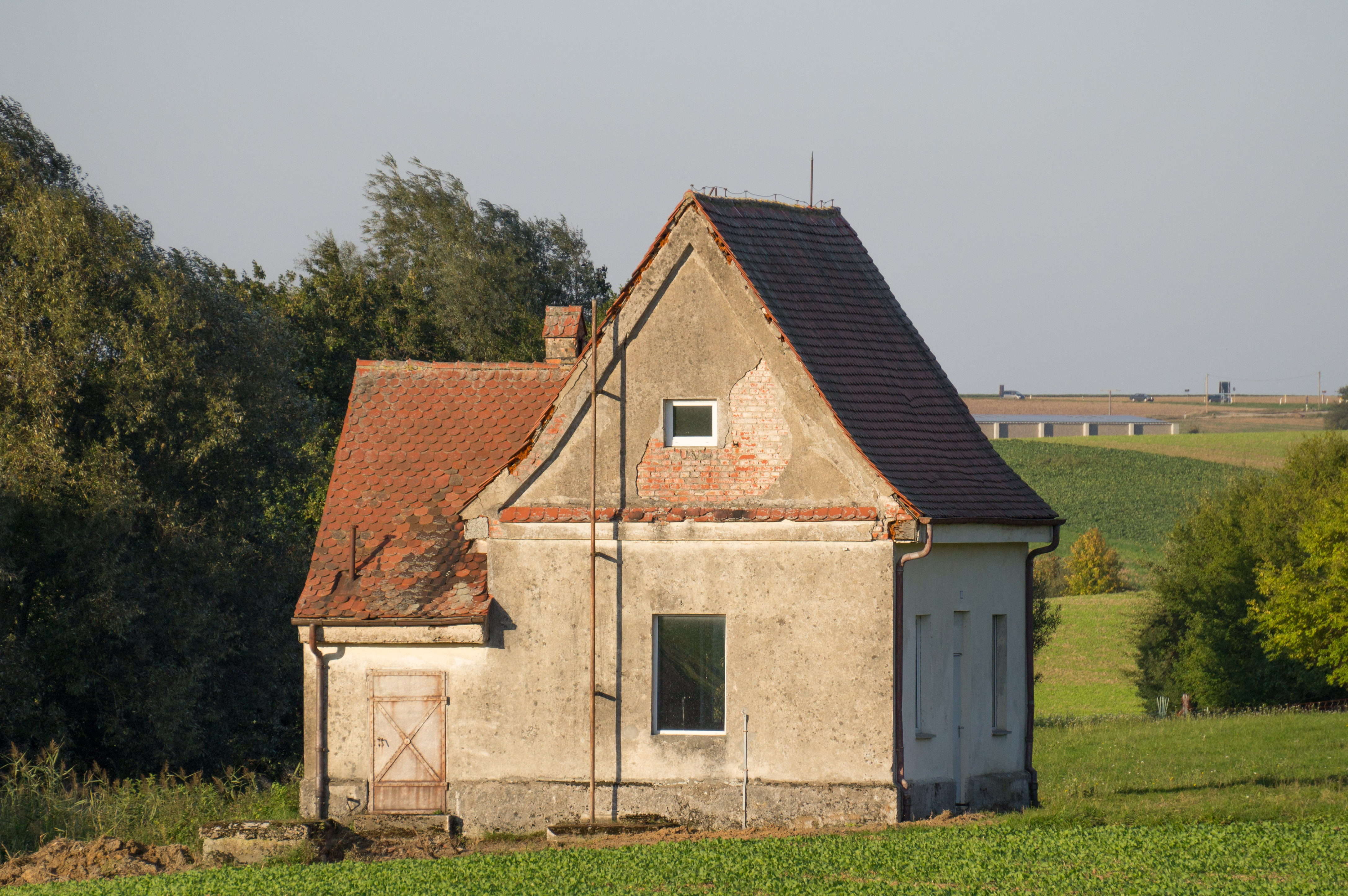
Wasserpumpenhaus

Albertshausen ist ein Gemeindeteil des Marktes Reichenberg im unterfränkischen Landkreis Würzburg in Bayern.

## Lage
Das Pfarrdorf liegt etwa zehn Kilometer südlich von Würzburg auf einer Höhe von 296 m ü. NHN und sechs Kilometer westlich des Maindreieckes.

## Geschichte
Der Ort ist ringsum umgeben von Siedlungen der Urnenfelder- und Latènezeit, deren unterirdische Reste als Bodendenkmäler geschützt sind. Ein weiteres Bodendenkmal ist das ehemals im Ortskern vorhandene Wasserschloss. Um 1800 bestand der Ort aus etwa 40 Höfen und dem Herrensitz.
Den Ort überragt die frühneuzeitliche evangelische Pfarrkirche aus dem 17/18. Jahrhundert mit ihrem markanten Zwiebelturm. Diese ist, ebenso wie ein Bauernhof aus dem 19. Jahrhundert und das Wasserpumpenhaus von 1913, als Baudenkmal geschützt. Siehe auch: Liste der Baudenkmäler in Albertshausen
Am 1. Mai 1978 wurde die ehemals selbständige Gemeinde vollständig nach Reichenberg eingemeindet. Die Gemeinde hatte 1964 eine Fläche von 657 Hektar und hatte keine weiteren Gemeindeteile.

## Verkehr
Die Kreisstraße WÜ 15 verbindet den Ort nach Norden und die Staatsstraße 2295 mit Fuchsstadt und Geroldshausen. Eine in der Ortsmitte befindliche Bushaltestelle wird von der Linie 421 des Verkehrsverbunds Nahverkehr Mainfranken im Zweistundentakt angefahren.